# Depo Hostivař (métro de Prague)
Depo Hostivař est une station de métro à Prague, en Tchéquie. Terminus oriental la ligne A du métro de Prague, elle est ouverte depuis le 26 mai 2006.